# Thaining
Thaining – miejscowość i gmina w Niemczech, w kraju związkowym Bawaria, w rejencji Górna Bawaria, w regionie Monachium, w powiecie Landsberg am Lech, wchodzi w skład wspólnoty administracyjnej Reichling. Leży około 10 km na południowy wschód od Landsberg am Lech.

## Demografia
| Rok  | Liczba mieszk. |
| ---- | -------------- |
| 1970 | 629            |
| 1987 | 846            |
| 2000 | 892            |
| 2005 | 918            |

### Struktura wiekowa
Dane o ludności z 31 grudnia 2008:
| Opis                                | Ogółem | Ogółem | Kobiety | Kobiety | Mężczyźni | Mężczyźni |
| ----------------------------------- | ------ | ------ | ------- | ------- | --------- | --------- |
| Jednostka                           | osób   | %      | osób    | %       | osób      | %         |
| Populacja                           | 906    | 100    | 460     | 50,77   | 446       | 49,23     |
| Wiek przedprodukcyjny (0–17 lat)    | 200    | 22,08  | 100     | 11,04   | 100       | 11,04     |
| Wiek produkcyjny (18–65 lat)        | 555    | 61,26  | 279     | 30,79   | 276       | 30,46     |
| Wiek poprodukcyjny (powyżej 65 lat) | 151    | 16,67  | 81      | 8,94    | 70        | 7,73      |

## Polityka
Wójtem gminy jest Leonhard Stork, wcześniej funkcję tę pełnił Johann Keller, rada gminy składa się z 8 osób.
|      | DG | Razem |
| 2008 | 8  | 8     |
| 2002 | 8  | 8     |

## Oświata
W gminie znajduje się przedszkole (25 miejsc).